# 马本斋
马本斋（1902年12月12日—1944年2月7日），名守清，號本斋，经名优素福，男，回族，直隶献县东辛庄人，中国抗日人士。

## 生平
1924年9月马本斋东北陆军讲武堂毕业，被任命为连长。1929年1月，马本斋任东北军独立21师第四团团长。1931年九一八事变后，因不满蒋介石的不抵抗政策，毅然弃官回乡。1937年抗日战争全面爆发后，组织“回民义勇队”，抗击日本侵略军。1938年率部参加八路军，同年10月加入中国共产党。1939年，回民教导总队改编为八路军第三纵队回民支队，马本斋任司令员，率部转战于冀中和冀鲁豫平原。
1941年8月4日深夜，河间、献县、沙河桥、淮镇、景和等据点的日伪军千余人，包围了献县东辛庄。5日早晨，全村人都被日军赶到清真寺门前，抓捕了马本斋的母亲，羁押回河间，让投敌的哈少符劝马母给马本斋同志写信，马母痛斥哈少符，在狱中绝食斗争，于9月7日就义，时年68岁。临终时，马母向她的一个亲戚说：“告诉本斋，娘对得起他，叫他好好打鬼子给我报仇，给乡亲们报仇！” 马母殉国的消息很快传遍了冀中和晋察冀边区。冀中军区司令员吕正操、政委程子华电令全区普遍追悼马母，并建立纪念碑，编写读本，以彰忠烈。朱德、彭德怀、罗瑞卿、陆定一联名致电：

冀中回民支队，支队长马本斋同志的母亲，为敌人俘去，在胁迫利诱和凉水灌鼻等残酷严刑下，不仅拒绝了为敌奸劝降自己的儿子，并表示决不屈服而且严厉责斥敌人，终被折磨以死。在听到这个惨痛消息以后，我们认为像这样的大义凛然，视死如归的女子，不愧为中国人民最优秀的代表，这样惊天动地忠于中华民族的无上气节，足以愧死一切充日寇走狗，出卖民族的衣冠禽兽，愧死一切对抗战大业表示动摇的民族败类。中国人民有这样的母亲，不仅是中国人民的光荣，回民的光荣，中国妇女的光荣，而且是中华民族绝不灭亡最具体的例证。而我们八路军人中，有这样深明大义勇敢坚定的母亲，正是我们八路军的光荣。我们仅以悲愤的热忱，向马母英灵致崇敬的悼念，并向我们的马本斋同志，致以兄弟的慰问! 

1942年“五一大扫荡”，回民支队于秋天转移到冀鲁豫军区，归冀鲁豫军区第四军分区指挥。不久，又转到冀鲁豫回民聚居的三分区鲁西地区，回民支队建制不变，1942年6月马本斋兼任冀鲁豫第三军分区司令员。
1944年2月1日，回民支队编入冀鲁豫军区西进纵队奔赴延安，马本斋因患重病（带状疱疹發作，又感染肺炎）未能同行。于2月7日在冀鲁豫后方医院逝世。遗体安葬在鲁西北回民中心地区莘县张鲁集。
延安各界为马本斋的逝世举行了追悼大会： 
- 毛泽东送的挽词：“马本斋同志不死”。
- 朱德送的挽词：“壮志难移回汉各族模范，大节不死母子两代英雄”。
- 周恩来送的挽词：“民族英雄，吾党战士”。
- 叶剑英送的挽词：“马本斋同志精神不死”。
- 林伯渠、李富春送的挽词：“率大军抗日寇远近播英名，冀鲁豫河山增色；奉教义承母志死矢忠贞，伊斯兰健儿典型”。
- 吴玉章、林伯渠、叶剑英、贾拓夫在追悼会上的讲话，赞誉马本斋“不愧为一个模范军人，一个优秀的共产党员”，“是回回民族的旗帜”，“代表着回回民族和中华民族解放的正确道路”。

## 电影
- 1959年中国八一电影制片厂出品彩色故事片《回民支队》，导演李俊，里坡扮演马本斋。